# Dans le fourré
Dans le fourré (藪の中, Yabu no naka) est une nouvelle de Ryūnosuke Akutagawa. Elle paraît en janvier 1922 dans la revue Shinshichō. Akira Kurosawa utilise cette histoire comme base de l'intrigue de son film Rashōmon.
Dans le fourré constitue un récit moderniste tournant autour du meurtre d'un samouraï. Les différentes versions de l'assassinat modifient en permanence la vision qu'a le lecteur de cet événement.

## Résumé
Considéré comme un chef-d'œuvre de la littérature japonaise, cette nouvelle consiste en des dépositions successives auprès du lieutenant criminel. D'abord celle d'un bûcheron qui a découvert le corps, puis celle d'un moine bouddhiste, puis un indic, puis une vieille femme, puis un brigand, puis l'épouse du samouraï et enfin le mort lui-même par le truchement d'une sorcière.

## Au cinéma
Les films suivants sont basés sur l'histoire de Dans le fourré :
- Rashōmon - 1950, Japon ; Réalisateur : Akira Kurosawa ; avec Toshirō Mifune, Machiko Kyō, Masayuki Mori, Takashi Shimura
- L'Outrage - 1964, États-Unis ; Réalisateur : Martin Ritt ; avec Paul Newman
- Iron Maze - 1991, États-Unis ; Réalisateur : Hiroaki Yoshida ; avec Jeff Fahey, Bridget Fonda, Hiroaki Murakami
- In a Grove - 1996, Japon ; Réalisateur : Hisato Satō ; avec Shunsuke Matsuoka, Kaori Sakagami, Shigeki Hosokawa
- Misty - 1997, Japon ; Réalisateur : Kenki Saegusa ; avec Yūki Amami, Takeshi Kaneshiro, Etsushi Toyokawa
- Ghost Dog, la voie du samouraï - 1999, Jim Jarmusch[réf. nécessaire]
- The Outrage (At the Gate Of The Ghost / อุโมงค์ผาเมือง นางยั่วสวาท / U Mong Pa Meung) - 2011, Thaïlande ; Réalisateur : Pundhevanop Dhewakul ; avec Mario Maurer, Ananda Everingham, Chermarn Boonyasak.

## Publication en France
En France, cette nouvelle est publiée dans le même recueil que Rashōmon, Figures infernales et Gruau d'ignames (ainsi que quelques autres dans l'édition Gallimard de 1986 mais pas dans celle folio de 2003).